# Walter Yetnikoff
Walter Yetnikoff (New York, 11 agosto 1933 – Bridgeport, 9 agosto 2021) è stato un imprenditore statunitense, presidente della CBS Records International dal 1971 al 1975 e poi presidente e CEO della CBS Records dal 1975 al 1990.

## Biografia
Durante la sua carriera presso la CBS Records, alla quale erano annesse la Columbia e la Epic, ha guidato Michael Jackson, Billy Joel, Culture Club, Earth, Wind & Fire, Cyndi Lauper, Bruce Springsteen, Barbra Streisand, Sade, "Weird Al" Yankovic, Miami Sound Machine, Gloria Estefan e molti altri artisti di successo.
Nel 1975 William Paley nominò Yetnikoff presidente e amministratore delegato della CBS Records. Durante il suo mandato scritturò celebrità come James Taylor e l'ex Beatles Paul McCartney, che si erano allontanati rispettivamente dalla Warner Bros. Records e dalla EMI. Secondo qualcuno, Yetnikoff «presiedeva la scuderia di artisti più redditizia e prestigiosa di tutti i tempi».
Con Yetnikoff alla guida della CBS Records, diversi album vendettero moltissime copie tra cui Thriller di Michael Jackson (40 milioni di copie), Born in the U.S.A. di Springsteen (oltre 20 milioni) e The Stranger di Billy Joel (oltre 13 milioni). Yetnikoff contribuitì a lanciare le carriere di Lauper, che venne scritturata dalla Portrait Records (una proprietà della CBS), i Culture Club, che fece scritturare sulla Virgin Records (della quale la CBS distribuiva i dischi), e Gloria Estefan.
Yetnikoff era un forte sostenitore degli artisti. Stando a un resoconto di Joel, l'imprenditore avrebbe riacquistato i suoi diritti di pubblicazione per donarglieli il giorno del suo compleanno. Yetnikoff nota nel film documentario The Last Play at Shea che dovette minacciare Artie Ripp di concludere l'accordo. Inoltre, quando, nei suoi primi anni, MTV si rifiutò di mandare in onda molti dei video musicali di gruppi neri, latini, asiatici e britannici non bianchi, Yetnikoff accusò la stazione di essere razzista e la minacciò di rendere pubblica la cosa. Dichiarò anche che avrebbe impedito agli artisti dell'etichetta di collaborare con l'emittente se questa non avesse mandato in onda il video di Billie Jean di Michael Jackson, un artista della CBS che stava allora pubblicando diversi singoli entrati al primo posto nelle classifiche negli Stati Uniti.
Yetnikoff fu responsabile della vendita della CBS Records, (alla quale erano annesse la Epic e la Columbia) alla Sony, che, a sua volta, creò la Sony Music Entertainment il gennaio del 1988. Nel 2004 Yetnikoff pubblicò un'autobiografia scritta a quattro mani con David Ritz: Howling at the Moon.

## Opere
- 2004 – Howling at the Moon (con David Ritz)